# Jekatěrina Nikolajevna Vilmontová
Jekatěrina Nikolajevna Vilmontová (rusky Екатерина Николаевна Вильмонт; 24. dubna 1946, Moskva – 16. května 2021) byla ruská spisovatelka a překladatelka, autorka ironické ženské prózy a dětských detektivek.

## Život a dílo
Narodila se v rodině překladatele a germanisty Nikolaje Nikolajeviče Vilmonta a jeho ženy Natalie, též profesionální překladatelky. Sama dlouhou dobu také překládala z němčiny do ruštiny, svoji literární prvotinu Putěščestvie optimistki ili Vse baby dury (Путешествие оптимистки, или Все бабы дуры) uveřejnila v roce 1995. Od té doby napsala a vydala mnoho románů pro ženy, ve kterých jsou výrazovými prostředky ironie a nadhled, ale nechybí ani potřebná dávka romantiky. Další část její tvorby je věnována detektivním příběhům s dětskými hrdiny. Ty se řadí do dvou sérií Goška, Nikita i Kompanija (Гошка, Никита и Компания) a Daša i Kompanija (Даша и Компания). Většina titulů jejích knih byla vydána i v audio formátu.
Patří mezi nejvydávanější ruské autory současnosti, mezi kterými zaujímají významné místo ženy. Žije a tvoří v Moskvě. Její velkou zálibou jsou kočky a vše, co s nimi souvisí. Již více než dvacet let sbírá také jejich figurky, kterých má již přes 800 kusů. Tuto svou zálibu uplatnila i v další dětské detektivní sérii Černyj Kotenok (Чёрный Котёнок).

### Beletrie
- Крутая дамочка-1, или Нежнее, чем польская пана
- Подсолнухи зимой (Крутая дамочка-2)
- Бред сивого кобеля
- Гормон счастья и прочие глупости
- Два зайца, три сосны
- Здравствуй, груздь!
- Зелёные холмы Калифорнии
- Кино и немцы!
- Курица в полёте
- Нашла себе блондина!
- Плевать на всё с гигантской секвойи
- Полоса везения, или Все мужики козлы
- Проверим на вшивость господина адвоката
- Путешествие оптимистки, или Все бабы дуры
- Три полуграции, или Немного о любви в конце тысячелетия
- Умер-шмумер
- Хочу бабу на роликах!
- Зюзюка, или Как важно быть рыжей
- Фиг с ним, с мавром!
- Цыц!
- Дети Галактики, или Чепуха на постном масле
- Девочка с перчиками
- Девственная селёдка
- Зюзюка и другие (Сборник)
- Перевозбуждение примитивной личности
- Мимолётности, или Подумаешь, бином Ньютона!, (2009)[4]
- Артистка, блин!
- Танцы с Варежкой
- Шалый малый
- Трепетный трепач